# Pimpinella kotschyana
Pimpinella kotschyana es una especie de Magnoliopsida del género Pimpinella, de la familia Apiaceae, del orden Apiales.

## Distribución
Pimpinella kotschyana se distribuye por Turqía (centro y noroeste de Anatolia: Bithynia, sur y sureste de Anatolia); Iraq (NE-Iraq, NW-Iraq); Irán (EC-Iran, Iranian Aserbaijan, W-Iran); Siria (W-Syrian Mountains).

## Taxonomía
Fue descrita científicamente por Pierre Edmond Boissier. Fue publicado por primera vez en Boiss. (1844). In: Ann. Sci. Nat. Ser. 3, 1: 133..